# Zwór (miejscowość)
Zwór – wieś na Ukrainie w rejonie samborskim należącym do obwodu lwowskiego.